# بانزر 3/4
 كان بانزركامفاجن 3/4 (PzKpfw III / IV) عبارة عن مشروع تجريبي للدبابات المتوسطة قامت به ألمانيا خلال الحرب العالمية الثانية. تم تصميم الدبابة لاستخدام مكونات كل من دبابتي بانزر-3 وبانزر-4، في محاولة لدمج المشروعين.
تم إلغاء المشروع واقتصر على وضع المخططات فقط، ولم يتم بناء أي وحدات على الإطلاق. 

## تطوير
في 4 يناير 1944 ، تم الموافقة على بانزر 3/4 مع مزيج من هيكل بانزر3 وبانزر4. تم اختيار محرك Maybach HL-120TRM، الذي كان ناجحًا خلال الحرب العالمية الثانية كمحرك للمشروع الجديد، وكان متصلاً بناقل الحركة أس أس جي-77. 